# Zintegrowany węzeł przesiadkowy

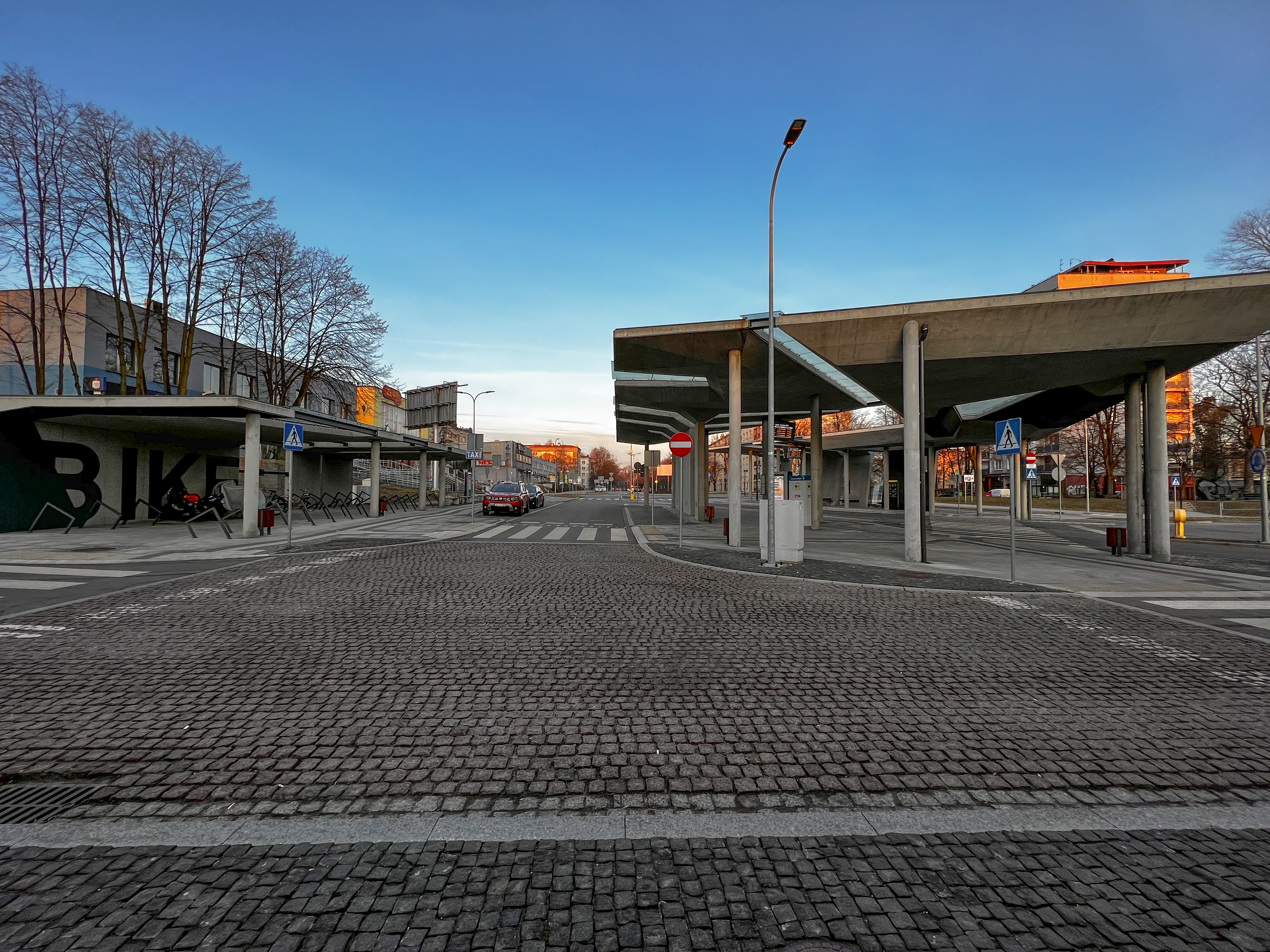
Zintegrowany węzeł przesiadkowy obok stacji kolejowej w katowickiej Ligocie

Zintegrowany węzeł przesiadkowy – miejsce umożliwiające dogodną zmianę środka transportu wyposażone w niezbędną dla obsługi podróżnych infrastrukturę, w szczególności: miejsca postojowe, przystanki komunikacyjne, punkty sprzedaży biletów, systemy informacyjne umożliwiające zapoznanie się zwłaszcza z rozkładem jazdy, linią komunikacyjną lub siecią komunikacyjną.
Potoczne znaczenie pojęcia „węzeł przesiadkowy” to miejsce, gdzie dokonywane są przesiadki pomiędzy różnymi liniami lub środkami transportu.